# Наранџаста револуција
Наранџаста револуција (укр. Помаранчева революція) је назив за низ протеста и политичких догађаја који су се одвијали у Украјини крајем 2004. и 2005. године непосредно након другог круга председничких избора на којима је званично победио тадашњи премијер Виктор Јанукович. Његов противкандидат Виктор Јушченко је те резултате оспорио, тврдећи да су последица изборне преваре, а његове присталице започеле серију уличних демонстрација у Кијеву. Његове захтеве је прихватио Врховни суд Украјине наредивши понављање избора, а на којима је победио Јушченко.
Наранџаста револуција се сматрала једном од обојених револуција, а с обзиром да је Јушченко био заговорник уласка Украјине у НАТО и недвосмислено про-западне оријентације Украјине, њен резултат се сматрао великом победом САД и ЕУ, односно поразом Путинове Русије која је подржавала Јануковича. Након пет година председниковања Виктор Јушченко је напустио власт, остваривши 2010. године историјски најгори изборни резултат за било којег председника који се налазио на власти.

## Избори
Избори су одржани у изразито усијаној политичкој атмосфери у којој је проруски кандидат Јанукович имао подршку тренутног председника и Русије док је Јушченко имао подршку САД и западних земаља.
Први круг гласања, 31. октобра, завршио је са минималном предношћу Јушченка који је освојио 39,87%, док Јанукович осваја 39,32% гласова.
Други круг гласања се одржао 21. новембра 2004. године. На њему је за победника проглашен Виктор Јанукович с освојених 49,42% гласова док их је Виктор Јушченко, према званичним резултатима, освојио 46,69%.

## Протести
Виктор Јушченко и његов изборни партнер Јулија Тимошенко су позвали на протесте још пре него што су изборни резултати били познати што је касније било осуђено од сада бившег председника Леонида Кучме речима „да су били сигурни у изборни победу тада не би унапред звали на демонстрације“.
Излазне анкете које су грађанска удружења и медији спроводили над бирачима код изласка с биралишта су давале предност Јушченку од 11% гласова, док су званични резултати дали предност Јануковичу од 3%. Јануковичеве присталице су изјавиле да су медији, од којих је већина стала на Јушченкову страну, криви за неподударност резултата. С друге стране, Јушченков тим изашао је у јавност с тврдњама о низу изборних неправилности с Јануковичеве стране.
| Област          | Излазност (I круг) | Излазност (II круг) | Промена |
| --------------- | ------------------ | ------------------- | ------- |
| Доњецка         | 78,08%             | 96,64%              | 18,56   |
| Луганска        | 75,60%             | 89,49%              | 13,89   |
| Аут. Реп. Крим  | 65,94%             | 78,14%              | 12,20   |
| Севастопољ      | 70,27%             | 81,86%              | 11,59   |
| Дњипропетровска | 70,28%             | 77,75%              | 07,47   |
| Одешка          | 64,84%             | 72,19%              | 07,35   |
| Запоришка       | 69,71%             | 76,80%              | 07,09   |
| Дијаспора*      | 23,69%             | 30,30%              | 06,59   |
| Харковска       | 71,81%             | 78,13%              | 06,32   |
| Миколајивска    | 71,47%             | 77,77%              | 06,30   |
| Цела Украјина   | 74,54%             | 80,40%              | 05,86   |

Посматрачи из Организације за европску безбедност и сарадњу и Савета Европе известили су о низу неправилности у изборном процесу током другог круга. Иако су посматрачи забележили највеће гужве на северу земље (12% гласачких места), према званичним резултатима највећа излазност била је у две области на истоку земље, где су посматрачи забележили гужве на само 4% гласачких места. У Доњецкој области, највећем Јануковичевом упоришту, излазност је била највећа и износила је преко 96%, што је повећање од 18,5% у односу на први круг, када је излазност била 78,08%, односно близу националног просека од 74,54%. Друга аномалија која је забележена у источним областима је знатно већи проценат гласача који су гласали изван гласачких места (на тзв. мобилним гласачким местима). У већини области тај број се кретао око 4%, док је у Доњецкој, Луганској и Харковској области на истоку био дупло већи, око 8%.
На страну Јушченка су прешле Европска унија, САД и НАТО док је на страну Јануковича дошла само Русија.
У извештају Британске хелсиншке групе за људска права, која се бави "критиком западног утицаја у наметању демократије" и која није повезана са познатијим Хелсиншким одбором за људска права, критикују се медији јер нису посветили пуно пажње чињеници да је Јушченко добио 90% гласова у западној Украјини, док су с друге стране извештавали о високом проценту гласова који је Јанукович добио у југоисточном делу земље.
Дан након позива на протесте то јест 22. новембар, они су започели у западном и централном делу земље. Кијевски Трг независности, Мајдан, привукао је око пола милиона Јушченкових присталица који су мирно протестовали испред седишта Врховне раде.
Градска већа западних и централних украјинских градова симболично су одбила да признају легитимитет званичних изборних резултата, а Јушченко је пред члановима своје странке у полупразном парламенту симболично положио председничку заклетву. Противнички табор га је одмах оптужио за противзаконито давање заклетве.
Јавне демонстрације у корист промосковског кандидата Јануковича одржане су у источним и мање у централним деловима Украјине.

## Поновљени избори
Иако је Јушченко покушао да мирним путем реши проблем и постане председник разговарајући с Леонидом Кучмом, председником на одласку, преговори су прекинути 24. новембра, а Централно изборно поверенство је победником прогласило бившег премијера Виктора Јануковича. Следеће се јутро Јушченко у Кијеву обратио својим гласачима, најавивши масовне протесте и штрајкове како би владу присилио да призна пораз.
Украјинска Врховна рада је 1. децембра 2004. донела резолуцију којом је изгласала неповерење премијеру Јануковичу. Према украјинском Уставу то значи да је влада поднела оставку, но она не може да ступи на снагу без сарадње с премијером и председником, односно Јануковичем и Кучмом.
Коначно је Украјински врховни суд 3. децембра разрешио политичку заврзламу. Закључено је да због очигледне изборне преваре није могуће установити стварне резултате, те су за 26. децембар одређени нови избори, али само за други круг у којем су остали Јушченко и Јанукович.
Као део договора о решавању изборне кризе, Врховна рада је усвојила измене у изборном закону које је тражила опозиција. Истовремено је усвојен уставни амандман којим су одређена овлашћења пренесена са председника на парламент, што је тражио Кучма. Кучма је, са своје стране, пристао да смени чланове Украјинске централне изборне комисије и да именује нове.
Тај 26. децембар дочекан је под будним надзором западноевропских посматрача, а два је дана касније Централно изборно поверенство прогласило превремене резултате: Јушченко 51,99%, Јанукович 44,20% гласова. Званични резултати председничких избора проглашени су 10. јануара 2005. године. За новог председника Украјине тако је проглашен Виктор Јушченко. Званична церемонија одржана је 23. јануара у згради Врховне раде, а настављена је на Тргу независности пред стотинама хиљада раздраганих грађана.

## Позадина избора
Геополитички стручњак Вилијам Енгдал, пратећи борбу око председничких избора у Украјини, за наследника проруског председника Леонида Кучме, напомиње да је она много сложенија него што већина западних медија сугерише. Реч је о борби између Путина и Буша на геополитичком плану, и очигледно је да су обе стране (и Јануковичева и Јушченкова) на изборима биле и те како укључене у гласачку превару.
Но западни су медији, тврди Енгдал, одлучили да извештавају једнострано. Тој тврдњи у прилог иде потврђени податак да су Британска група за људска права и Посматрачи из Хелсинкија забележили више неправилности на страни опозиције него код промосковског кандидата Јануковича. Ипак, медији су известили само о превари са стране Виктора Јануковича.
'Истина је да је режим Леонида Кучме био крајње недемократски и никако није модел за људска права. Међутим, управо је то фактор који храни опозицију, коју, пак, Запад подупире. Но оно што Запад, или, боље речено, обични људи слабо разумеју, а управо се о томе ради, јесте питање ко ће успоставити геополитичку контролу над Евроазијом. Све се на то своди.'

### Русија вс. САД
Украјински избори нису толико важни због демократског гласања колико због утицаја: ко ће да контролише руског суседа, Руси или Американци?
Поглед на геостратешку позадину разјашњава много тога. Украјина је историјски, географски и културолошки повезана с Русијом. Словенска је земља и део је прве руске државе - Кијевске Русије. Са 46 милиона становника на другом је месту у источној Европи и сматра се стратешким зидом између Русије и ланца нових НАТО база које се протежу од Пољске, преко Бугарске до Косова. Такође, Украјина је транзитна земља за већину руских сибирских гасовода према Немачкој и остатку Европе.
Говорећи о председничким изборима, Енгдал тврди да је Збигњев Бжежински, аутор Велике шаховске плоче, популарне књиге о светској геополитици, директно уплетен у догађаје у Украјини. Бжежински је отворено осудио прве званичне резултате председничких избора у новембру (према којима је опозиција изгубила), заједно с Хенријем Кисинџером и Колином Пауелом. Његова целокупна каријера, истиче Енгдал, вођена је с циљем да се Русији одузме моћ у Евроазији, и то још откако је био председник Већа за националну безбедност у време Џимија Картера.

### Америчка уплетеност
Новинар листа Гардијан Ијан Трејнор наводи да постоји повезаност између догађаја у Украјини и промене режима у Србији и Грузији. Тако су, по њему, председнички избори у Београду 2000. којима је срушен Милошевићев режим организовани и вођени од стране Ричарда Мајлса, бившег амбасадора у Београду а тада америчког амбасадора у Бугарској. Мајлс је затим, како наводи Трејнор, одиграо исту улогу као амбасадор САД у Тбилисију, где је помогао проамеричком кандидату Михаилу Сакашвилију да свргне Едуарда Шеварднадзеа. Сакашвили је путовао у Београд како би проучио модел, а након тога је и стварно дошао на власт у Грузији, уз помоћ Кмаре и Ружичасте револуције. Трејнор закључује да је слична стратегија примењена и у Украјини.
Украјинска организација демократске омладина звана Пора (Време је) створена по београдском моделу (осим што се тамо организација младих звала Отпор и помогла је Војиславу Коштуници да дође на власт), док је читава кампања, по Трејнору, америчка креација.
Трејнор наводи да је читав низ организација радио на промени украјинског дотадашњег режима. Притом се најчешће помињу George Soros' Open Society, National Endowment for Democracy америчке владе, Carnegie Endowment и USAID. Питање те финансијске и друге америчке помоћи Јушченку је у САД јавно покренуо конгресмен Рон Пол, али без икаквих конкретних резултата. Assessing Democracy Assistance који је финансиран од Уједињених нација, Велике Британије, САД и других наводи како су многи украјински и страни посматрачи признали како је западна потпора ишла даље од обичне помоћи, али да по њиховом мишљењу није одлучила резултат. По подацима исте организације САД је 2004. године дао 34 милиона долара Украјини за "демократску помоћ", а следеће године ће дати још 60 милиона долара. Након победе Јушченка све врсте стране помоћи за "развој демократије" биле су драстично смањене.
Кључни део медијске игре на украјинским изборима била је тврдња да је Јушченко победио према излазним анкетама. Трејнор наводи да су Фридом хаус из Вашингтона и Национални демократски институт финансирали и организовали "највећи регионални грађански изборни мониторинг" са више од 1.000 тренираних посматрача. Излазне анкете су биле критично битне јер су се појавиле прве и добиле велику медијску пажњу, стављајући притисак на режим да одговори, закључује Трејнор.
Излазна анкета по којој је Јушченко имао 11% предности финансирана је од стране САД и седам других држава (Велика Британија, Холандија, Швајцарска, Канада, Норвешка, Шведска, Данска) и четири међународне фондације од којих се три финансирају из буџета САД..

### Интернет
- Америчка и британска интервенција на изборима, Џон Лафленд, 10. новембар 2004.
- Како је Јанукович варао на изборима, Украјинска правда, 24. новембар 2004.
- Јавна медијска подршка прозападном кандидату Јушченку, Бритиш Хелсинки Хјуман Рајтс Груп, 24. новембар 2004.
- Хладноратовска криза у Украјини, Лери Чин, 26. новембар 2004.
- Америчка кампања у Украјини, Ијан Трејнор, Гардијан, 26. новембар 2004.
- Уплитање Вашингтона у председничке изборе у Украјини, Wилијам Енгдал, стални колумнист Global Researcha, 20. децембар 2004.
- Председнички избори: лекција Русији, Борис Шмелев, 10. фебруар 2005.
- Обојене револуције: Украјина, Грузија, Киргистан, Wилијам Енгдал, 25. јун 2005.